# Új köztemető
Az Új köztemető (más néven Rákoskeresztúri új köztemető vagy Rákoskeresztúri sírkert) Budapest legnagyobb temetője, területe 207 hektár (2 070 535  m²). Jelenleg 301 parcellát foglal magában.

## Fekvése
Nevével ellentétben nem a Budapest XVII. kerületében fekvő Rákoskeresztúron, hanem a X. kerületben, Kőbányán található. Nyugatról a Kozma utca, északról a Kozma utcai izraelita temető, keletről–délkeletről a XVII. kerület, délről–délkeletről pedig a Korányi erdősor határolja. A 28-as, 28A és a 37-es villamosokkal, illetve a 68-as, 95-ös, 195-ös autóbusszal vagy a 202E busszal közelíthető meg.
Nyugati oldalán, a Kozma út túloldalán található a Budapesti Fegyház és Börtön.

## Története
1886. május 1-jén nyitották meg az új temetőt, 318 katasztrális hold (183 ha) területen. Az első temetésre 1886. augusztus 6-án került sor, amikor Závoly Viktória özvegyasszonyt hantolták el, az 53-as parcellában.
A temető négyzetes parcellarendszer szerinti elrendezését és a fő épületeket Czigler Győző építész 1903-as tervei alapján valósították meg. A bejárat épületegyüttesét Hegedűs Ármin tervezte.
A bejárattól jobb és bal oldalra olasz minta alapján fülkés rendszerű sírboltokat építettek.

A temető belső térképe

1903-ban két parcellát katonai temetkezési hely céljából különítettek el, 1914-től pedig a magyar hősi halottakon kívül helyet kaptak a szövetséges központi hatalmak elesett katonái, és az antant országokbeli, Magyarországon elhunyt hadifoglyok is. Ekkoriban az Új köztemető Európa második legnagyobb temetője volt a verduni után. 1955-öt követően a hősi parcellák túlnyomó részét megszüntették.
A ravatalozó és a hűtőház 1920 és 1925 között épült, Wossala Sándor tervei alapján. (A rekonstrukció 1978 és 1985 között történt).
Az 1950-es években számos politikai okokból, illetve az 1956-os forradalom és szabadságharc megtorlása során kivégzett személyt is az Új Köztemető bejáratától távolabb eső parcelláiban – méltatlan körülmények között – földeltek el, köztük 1961-ben Nagy Imre miniszterelnököt is. 1989. június 16-án Nagy Imrét mártírtársaival együtt ünnepélyes keretek között újratemették.
1968-ban felépült a debreceni után az ország második, a fővárosnak pedig egyetlen krematóriuma Pomsár János tervei alapján. Az 1970-es években kibővítették az épületet.
A krematóriumot 2007. január 1-jén bezárták, szerepét a csömöri krematórium vette át. Ahogy elterjedtek a hamvasztásos temetkezések, úgy nőtt az urnasírok és az urnakripták száma is. Ebben a temetőben kaptak helyet először hant nélküli, amerikai típusú parcellák, álló síremlékkel, gyepesített sírfelülettel.
1984 óta lehetséges, hogy a hozzátartozók szeretteik hamvait hazavihessék, illetve szétszórhassák. Az 53-as parcellában alakították ki az első, hamvak szórására is alkalmas parcellát.
2001-ben létrehozták a Hősök temetője emlékparkot, majd a következő évben a Nemzeti Emlékhely és Kegyeleti Bizottság felállíttatta a magyar katonahősök emlékművét, ahol a magyar hősök emlékünnepén katonai tiszteletadással tartják a központi koszorúzási ünnepséget a Magyarországért elesett katonák emlékére.
2006-ban nyílt meg az Urna Pantheon, ebben altemplomszerű nyughelyet válthatnak a hozzátartozók.
A temető területét többször bővítették (1914, 1933, 1938, 1942 és az 1950-es években), így jelenleg kb. 560 katasztrális hold (207 hektár). Évente mintegy 7-8000 személyt temetnek itt el, összesen körülbelül hárommillió elhunyt számára szolgál végső nyughelyként.

## A 298–301-es parcellák
A temetőnek ez a része 1892-ben létesült, és attól kezdve folyamatosan használták temetésre.

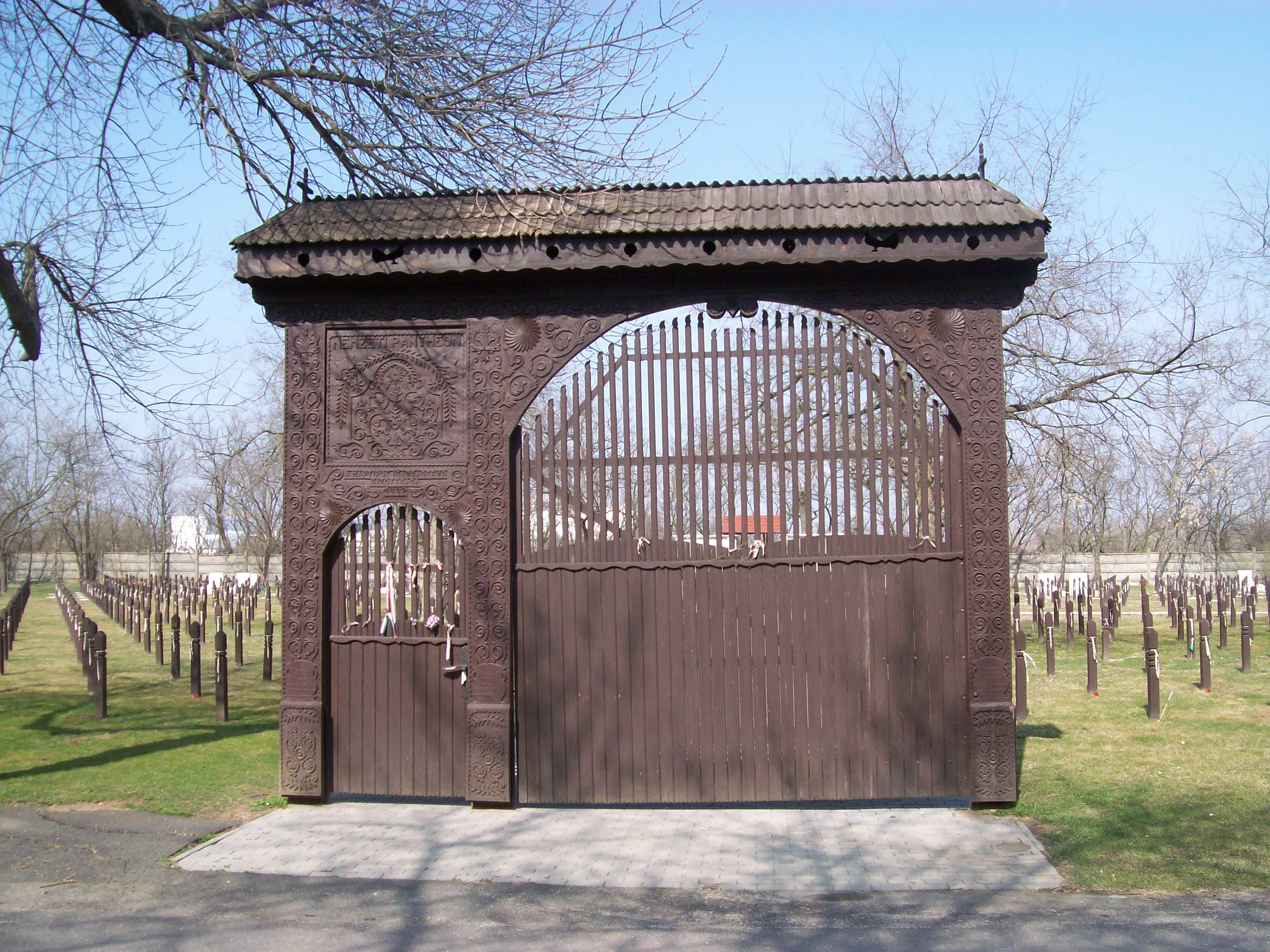
A 298-as parcellában álló székelykapu

Az 1956-os forradalmat követő megtorlások áldozatait a Kádár-korszakban a 300-as és 301-es parcellában temették el, kegyeletsértő módon, titokban, Budapest ezen legnagyobb temetőjének legtávolabbi pontján. Ezek a parcellák a temetőben sorszám szerint az utolsók, a temető északi és keleti falának metszéspontjánál vannak. A rendszerváltozáskor ezeket a parcellákat újra rendezték, a tetemeket exhumálták, és kialakították az 1956-os forradalom emlékhelyét. A 301-es parcellában a kivégzettek sírjai fölött egyforma fejfák találhatók.

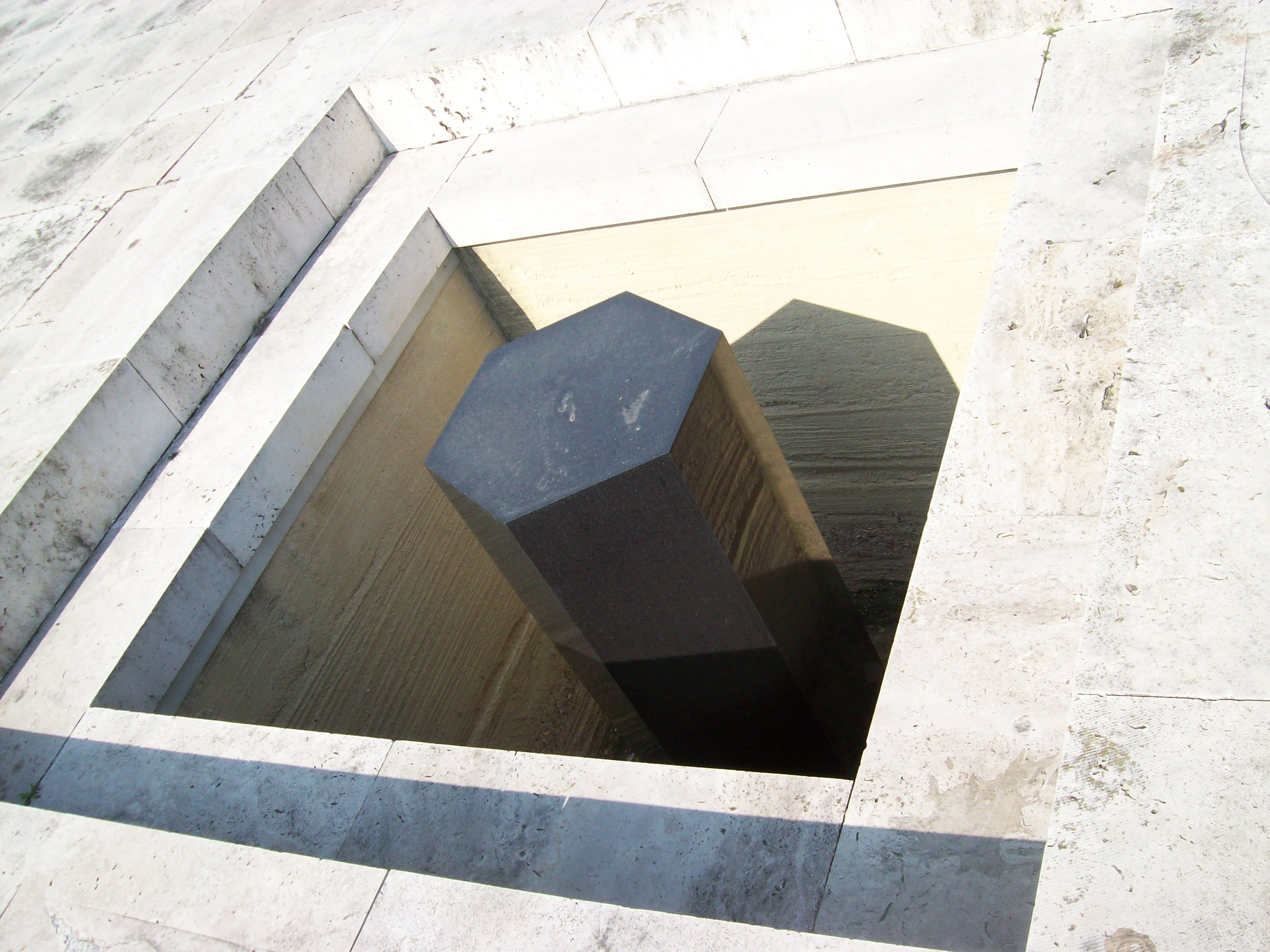
A 300-as parcellában álló, 1956 milliméter magas fekete gránit hasáb

A 300-as parcellában állították fel Jovánovics György mártíremlékművét, körülötte Nagy Imre miniszterelnöknek és mártírtársainak (Gimes Miklós, Losonczy Géza, Maléter Pál, Szilágyi József) sírjával. Az itt álló fekete gránit hasáb pontosan 1956 milliméter magas.
A 298-as parcellában az 1945–1956 között kivégzettek nyugszanak.
2006-ban a parcellák teljes körű felújítására pályázatot írt ki a Szabadságharcosokért Közalapítvány, melyet a Budapesti Temetkezési Részvénytársaság nyert meg, s alvállalkozóival közösen végezte el a munkát. Az alapos geodéziai felmérést (a sírok, a kopjafák és emléklapok helyzetének és szögeinek pontos feltérképezése) követően vette kezdetét a gyep- és a talajréteg cseréje. A 298-as parcella kopjafáit újakra cserélték és a sétányokra térkőburkolatot raktak le. A 301-esben kijavították a repedezett kopjafákat, a márványlapokat lecsiszolták és megtisztították. A rekonstrukció összköltségei 43 millió forintot tettek ki.
A 298–301-es parcellák a temető főbejáratától indulva gyalogosan mintegy félórás sétával érhetőek el, az út mindvégig aszfaltozott, ám elhanyagolt, erdős részeken keresztül vezet odáig.

## Nem-magyar nemzetek katonáinak sírkertjei
Az Új Köztemetőben található az I. világháború galíciai frontján elesett török mártírok sírkertje. Az itt nyugvók zöme 1916–17-ben lett vértanúvá, de vannak későbbi sírok is. A kb. 1000 sír, az emlékoszlop és a díszkapu 2001-ben került kialakításra. Az itt eltemetettek között találjuk a magyar származású Lőrinc oğlu Musa sírját, de több iszlám hitre tért délszláv katonáét is.
Rajtuk kívül nyugszanak itt még más nemzetiségű katonák is, többségükben a második világháború hősi halottai.

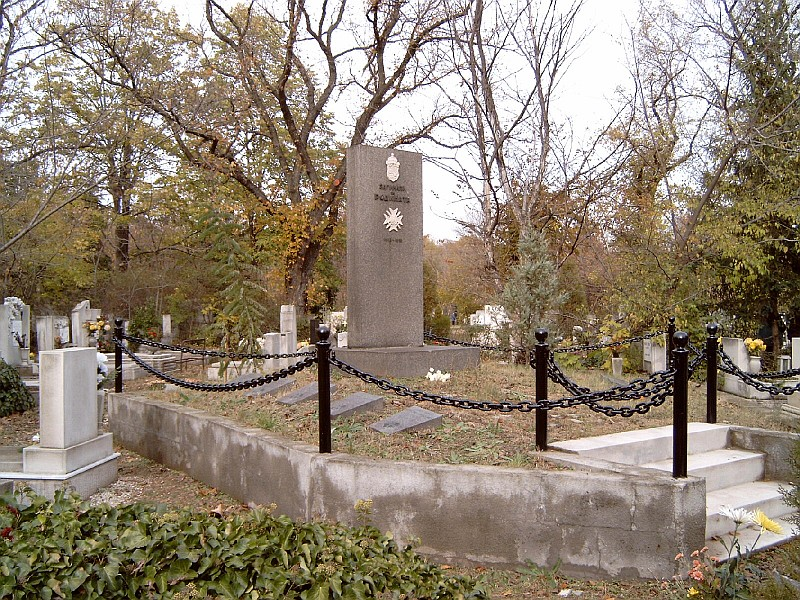
A bolgár katonai parcella
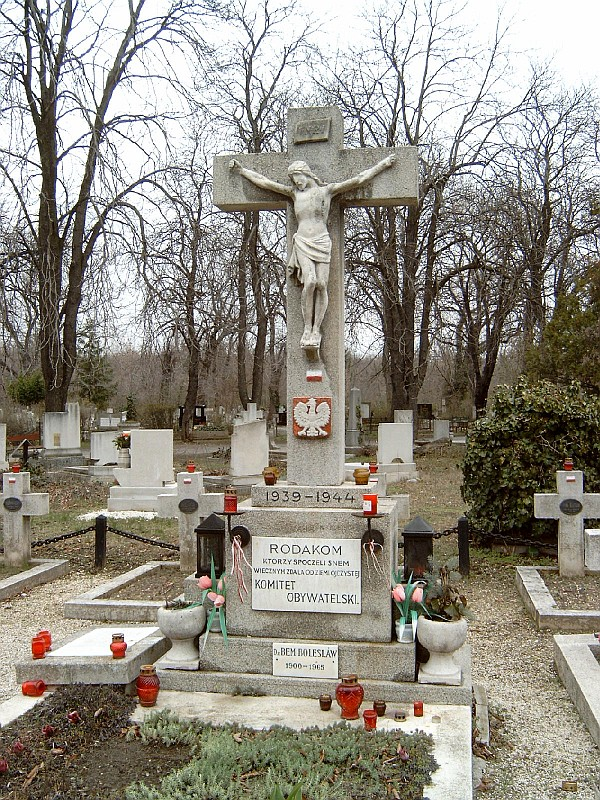
A lengyel katonai parcella
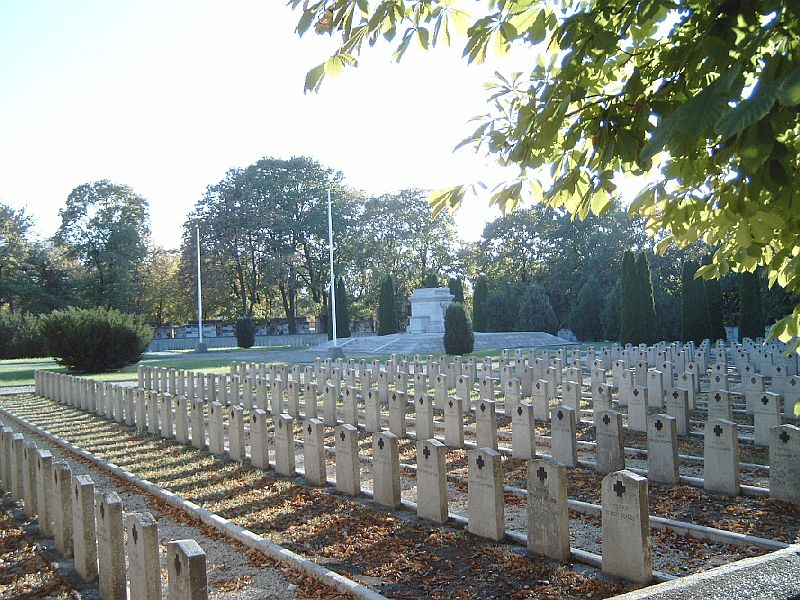
Az olasz katonai parcella
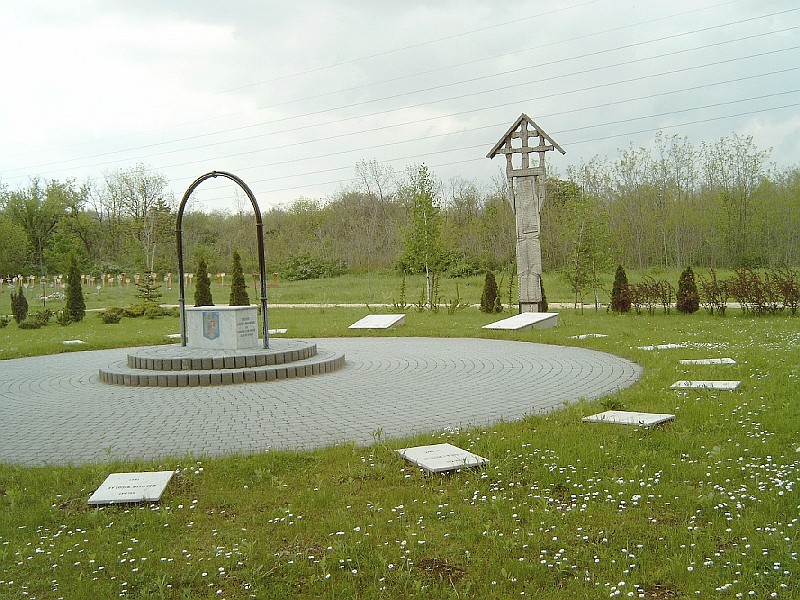
A román katonai parcella
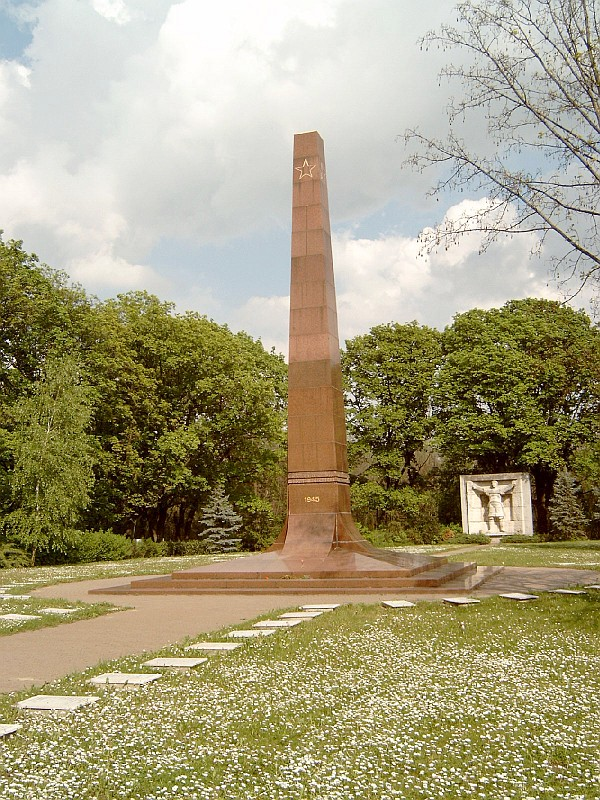
A szovjet katonai parcella
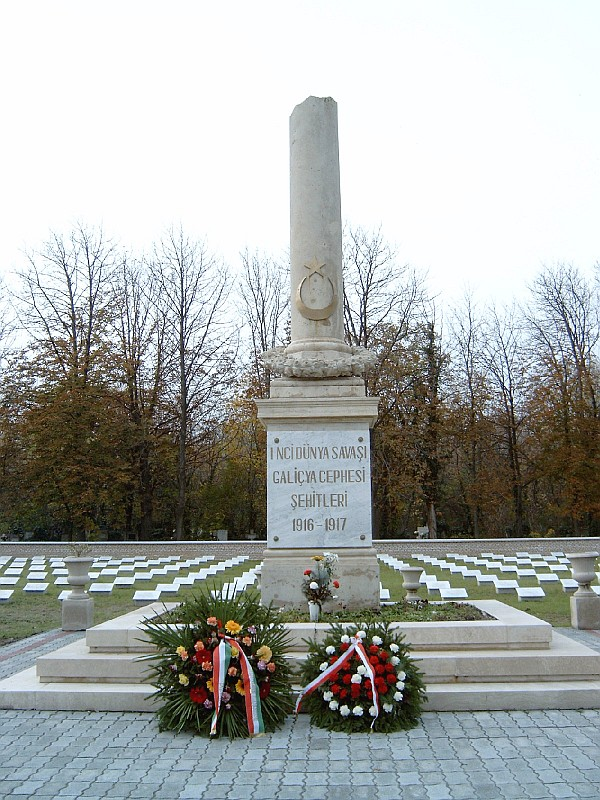
A török katonai parcella

## Külső hivatkozások
- Hivatalos weboldal
- Dr. Varga József: Séta az Új köztemetőben. BME Általános és Felsőgeodézia Tanszék. [2012. március 11-i dátummal az eredetiből archiválva]. (Hozzáférés: 2012. március 24.)
- Szemenyei-Kiss Tamás: Tömegsírok Budapesten. Kanadai Magyar Hírlap. [2012. május 2-i dátummal az eredetiből archiválva]. (Hozzáférés: 2012. április 29.)